# Sefa Yılmaz
Şefa Yılmaz (Berlino, 14 febbraio 1990) è un calciatore tedesco naturalizzato turco, attaccante del Kepezspor.

## Caratteristiche tecniche
Giocatore instancabile, dotato di grinta e gran carisma.

## Palmarès

### Club

#### Competizioni nazionali
- Coppa di Turchia: 1

Sivasspor: 2021-2022